# 大利島
大利島（英語：Tai Lei Island）是香港的一個島嶼，由於島上曾經有一間大利灰泥廠，故此得名。大利島在地區行政上屬於離島區。島嶼位於坪洲之西北、稔樹灣之東，香港迪士尼樂園之南。島之東面有橋連接坪洲。

## 環境
大利島建有廢物轉運站及污水處理廠，由於遊人不多，島上自然環境未受太大影響。直至興建香港迪士尼樂園期間進行大範圍填海工程，一度令大利島的沿岸海水受到污染。島上以灌木為主，有海鷗、蟹類及昆蟲在島上棲息。

## 名勝
- 灰渣洞

## 交通
坪利路是連接大利島與坪洲北部的唯一道路。

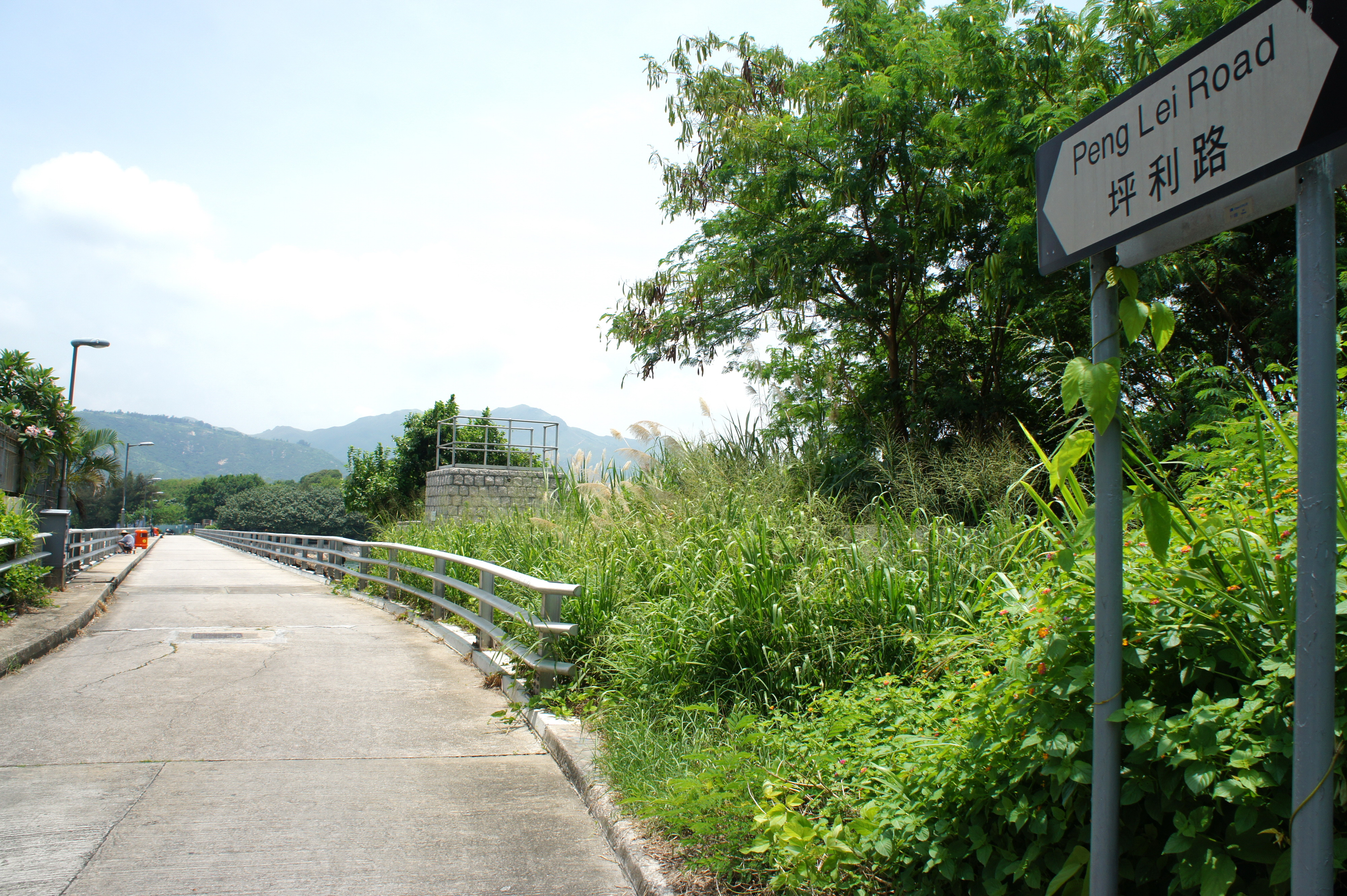
從坪洲翠濤花園西望向連接大利島的坪利路

由於坪洲島上沒有公共車輛行駛，前往大利島只能以步行方式或單車代步。對外交通則依靠來往坪洲與中環及大嶼山愉景灣的渡輪服務。
坪洲島內有電油發動的小型救護車和消防車，而兩島島民遇上急症也可使用直升機到達市區接受救治。

## 內部連結
- 坪洲

## 外部連結
- 香港生態遊-大利島 （页面存档备份，存于）